# Валюх Зоя Орестівна
Валюх Зоя Орестівна (нар. Нестеренко; 12.09.1954, Клюсівка) — учена-мовознавиця, докторка філологічних наук (2006), професорка (2007).

## Життєпис
Закінчила Новосанжарську СШ (1972), філологічний факультет Київського державного університету імені Т. Г. Шевченка (тепер — Київський національний університет імені Тараса Шевченка) (1973—1975). Навчалася в докторантурі Інституту української мови НАН України (2000—2003).
Працювала вчителем російської мови і літератури в Зарічній СШ Кустанайської обл. Північного Казахстану (1978—1980), старшим викладачем кафедри російської мови як іноземної на підготовчому факультеті для іноземних громадян Полтавського сільськогосподарського інституту (нині — Державна аграрна академія) (1980—1984), старшим викладачем (1984—1991), доцентом (1991—1993) кафедри російської мови (згодом загального та російського мовознавства), доцентом (1993—2000, 2003—2006), професором (2006) кафедри української мови, завідувачем кафедри філологічних дисциплін (з 2006), проректором із навчальної роботи (1995—1996) Полтавського державного педагогічного інституту імені В. Г. Короленка (нині — Національний педагогічний університет). Із 2010 р. завідує кафедрою української мови в Київському національному лінгвістичному університеті .
Працює в різних галузях лінгвістики, передусім у словотворі й морфології. Уперше в українському мовознавстві створила дериваційну парадигматику іменника. Автор понад 150 праць. За редакцією З. О. Валюх на кафедрі філологічних дисциплін ПНПУ започатковано видання збірника наукових праць «Проблеми сучасної філології: лінгвістика, літературознавство, лінгводидактика».